# Svetislav Valjarević
Svetislav Valjarević (en serbe : Светислав Ваљаревић) (né le 9 juillet 1911 à Belgrade dans le royaume de Serbie et mort le 22 septembre 1996 à Vernon en France) est un joueur de football serbe, international yougoslave.

## Biographie

### Club
Il devient célèbre lorsqu'il commence à jouer dans le club de Zagreb du HŠK Concordia, avec lequel il joue jusqu'en 1930, et avec qui il remporte un championnat plus un titre de meilleur buteur du championnat. Il était réputé pour son excellente vision de jeu ainsi que son tir très puissant.
Lorsqu'il fait son service militaire à Belgrade, il commence à jouer pour le BSK Belgrade lors de la saison 1937-38. Il s'avère être un des meilleurs joueurs du club de cette période, qui domine le football yougoslave à la fin des années 1930.

### Sélection
Après un match joué en équipe B, les six matchs joués pour la ville de Zagreb et les neuf pour la ville de Belgrade, il joue 12 matchs pour l'équipe de Yougoslavie de football et inscrit quatre buts. Il participe à sa première sélection le 30 avril 1933 à Belgrade contre l'Espagne, et son dernier match à Belgrade, le 23 mars 1941 contre la Hongrie, qui se termine sur un match nul où il inscrit le seul but yougoslave.

## Palmarès
- Concordia Zagreb
  - 1 fois vainqueur du championnat de Yougoslavie : 1931-32
  - 1 fois meilleur buteur du championnat de Yougoslavie : 1931-32 (10 buts)
- BSK Belgrade
  - 1 fois vainqueur du championnat de Yougoslavie : 1938-39